# Kurimoto Joun

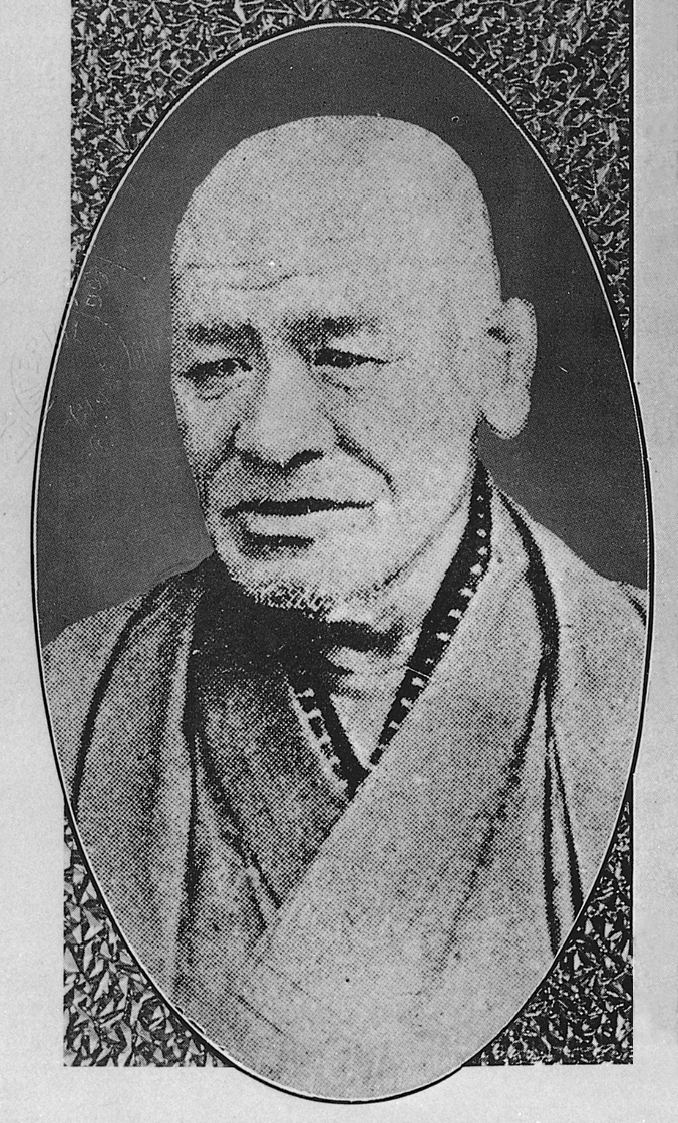
Kurimoto Joun

Kurimoto Joun (japanisch 栗本 鋤雲; geboren 1. Mai 1822 in Edo (Provinz Musashi); gestorben 6. März 1897 in Tokio) war ein japanischer Politiker am Ende der Tokugawa-Zeit und Journalist in der frühen Meiji-Zeit.

## Leben und Wirken
Kurimoto Joun hieß eigentlich mit Vornamen Kon (鯤) und war allgemein bekannt als Sehē (瀬兵衛). Er führte die „Go“ Hoan (匏庵) und Sukumo [鋤雲] und nannte sich Aki-no-kami (安芸守). Er war der dritte Sohn von Kitamura Kaien (喜多村 槐園; geboren 1769), einem Sanitätsoffizier des Shogunats. Er wurde dann von Kurimoto adoptiert, der auch ein Sanitätsoffizier war. Joun beschäftigte sich schon früh mit Medizin, Kräuterkunde und mit der Lehre des Konfuzius.
1850 wurde Kurimoto Privatarzt, aber 1858 wurde ihm aufgrund der Missbilligung seines Vorgesetzten befohlen, nach Hokkaidō zu ziehen. Er verbrachte zehn Jahre in Hakodate und schloss dabei Freundschaft mit dem französischen Missionar Mermet de Cachon (1828–1889). Seitdem spielt er eine aktive Rolle in der Geschichte der Diplomatie am Ende der Edo-Zeit als Anführer der pro-französischen Fraktion.
Im Jahr 1864 wurde er zum „Metsuke“, also zum Kontrolleur des politischen Verhaltens von Samurai, ernannt, setzte sich für die Öffnung des Hafens von Yokohama ein und unternahm Anstrengungen, die französische Kultur einzuführen und neue Industrien zu fördern. Er wurde Leiter der Ausbildungsstätte „Shōheizaka gakumon-jo“ (昌平坂学問所), „Kommissar für die Marine“ (軍艦奉行, Gunkan bgyō), 1865 „Kommissar für ausländische Angelegenheiten“ (外国奉行, Gaikoku bugyō). Während dieser Zeit bemühte er sich, eine französische militärische Beratergruppe einzuladen, die Marinewerft Yokosuka zu gründen, und arbeitete an der Einführung der französischen Kultur in Japan und der Förderung neuer Industrien. Im Jahr 1867 begleitete er Tokugawa Akitake (1853–1910), den Vertreter des Shogunats, als der nach Frankreich entsandt wurde.
Danach zog sich Kurimoto sich aus der Öffentlichkeit zurück, wurde dann jedoch 1872 Mitarbeiter der Zeitung Yokohama Mainichi Shimbun (横浜毎日新聞) und wurde 1873 Chefredakteur der Yūbin Hōchi Shimbun (郵便報知新聞), der Vorgängerin der Hōchi Shimbun. 1885 verließ er das Unternehmen. Er verfügte über einen brillanten Stil und machte sich zusammen mit den Journalisten Narushima Ryūhoku (1838–1887) und Fukuchi Gen’ichirō (1841–1906) einen Namen. In der Zwischenzeit, im Jahr 1878, wurde er als Mitglied des „Tōkyō Gakushikai-in“. Mehr als 60 Schriften sind in der 1900 publizierten Nachlass-Sammlung „Hōan Ikō“ (匏庵遺稿) enthalten.